# Olga Masilionene
Olga Masilionene (25 de janeiro de 1980) é uma basquetebolista profissional bielorrussa.

## Carreira
Olga Masilionene integrou a Seleção Bielorrussa de Basquetebol Feminino, na Pequim 2008, que terminou na sexta colocação.